# 彼得羅阿塞萊鄉
45°06′N 26°34′E / 45.100°N 26.567°E
彼得羅阿塞萊鄉（羅馬尼亞語：Comuna Pietroasele, Buzău），是羅馬尼亞的鄉份，位於該國東南部，由布澤烏縣負責管轄，處於布加勒斯特東北面80公里，每年平均降雨量975毫米，海拔高度223米，2007年人口3,458。